# Dekanat wierchniedźwiński
Dekanat wierchniedźwiński – jeden z dziesięciu dekanatów eparchii połockiej i głębockiej Egzarchatu Białoruskiego Patriarchatu Moskiewskiego.

## Parafie w dekanacie[2]
- Parafia św. Michała Archanioła w Bigosowie
  - Cerkiew św. Michała Archanioła w Bigosowie
- Parafia Kazańskiej Ikony Matki Bożej w Borkowiczach
  - Cerkiew Kazańskiej Ikony Matki Bożej w Borkowiczach
- Parafia św. Eufrozyny Połockiej w Borówce
  - Cerkiew św. Eufrozyny Połockiej w Borówce
- Parafia Przemienienia Pańskiego w Czuryłowie
  - Cerkiew Przemienienia Pańskiego w Czuryłowie
- Parafia Kazańskiej Ikony Matki Bożej w Nowym Dworze
  - Cerkiew Kazańskiej Ikony Matki Bożej w Nowym Dworze
- Parafia św. Jerzego Zwycięzcy w Oświei
  - Cerkiew św. Jerzego Zwycięzcy w Oświei
- Parafia św. Eufrozyny Połockiej w Rosicy
  - Cerkiew św. Eufrozyny Połockiej w Rosicy
- Parafia Zaśnięcia Najświętszej Maryi Panny w Sarii
  - Cerkiew Zaśnięcia Najświętszej Maryi Panny w Sarii
- Parafia św. Mikołaja Cudotwórcy w Wierchniedźwińsku
  - Cerkiew św. Mikołaja Cudotwórcy w Wierchniedźwińsku
- Parafia św. Borysa i św. Gleba w Wołyńcach
  - Cerkiew św. Borysa i św. Gleba w Wołyńcach

## Galeria

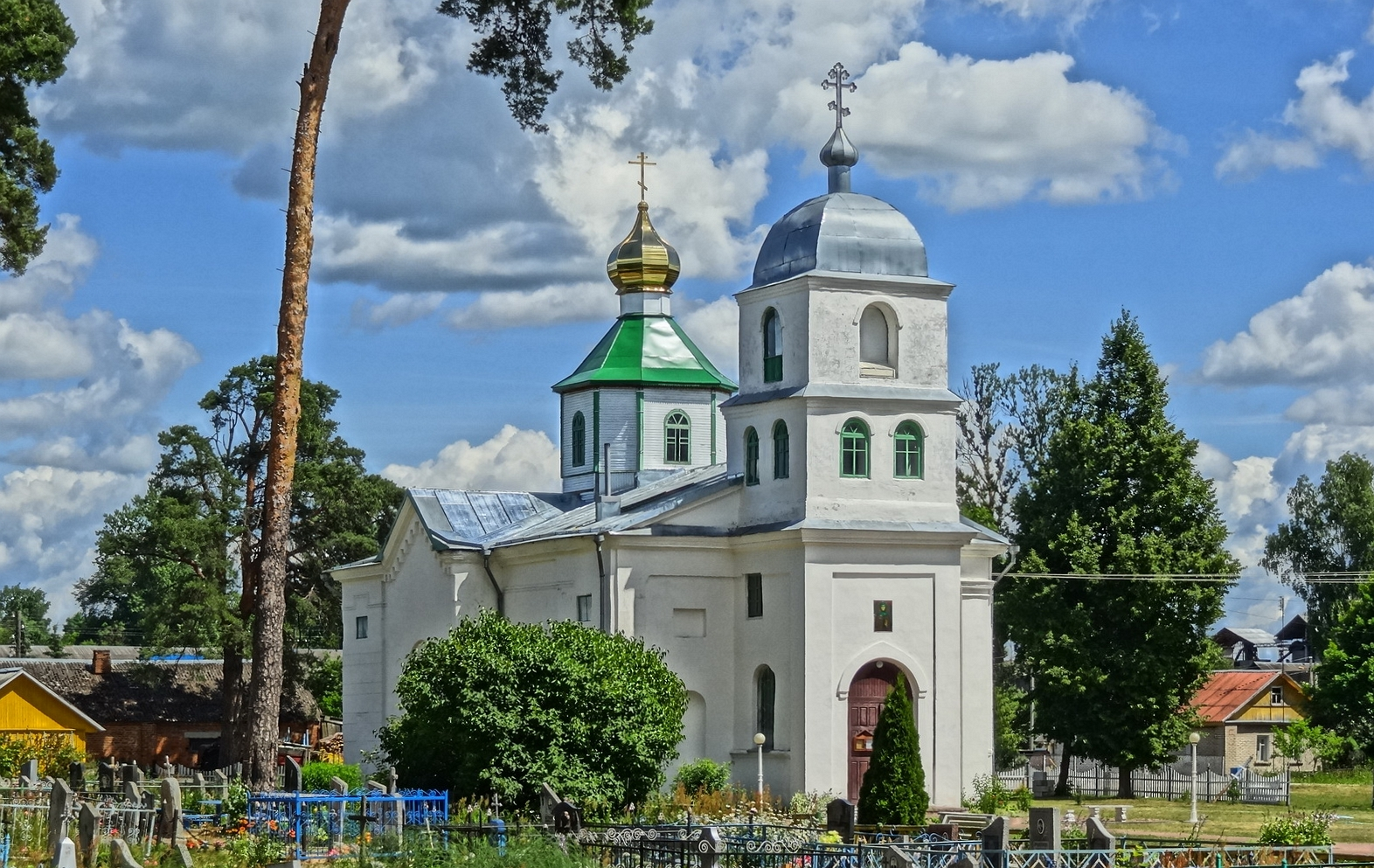
Cerkiew św. Eufrozyny Połockiej w Borówce
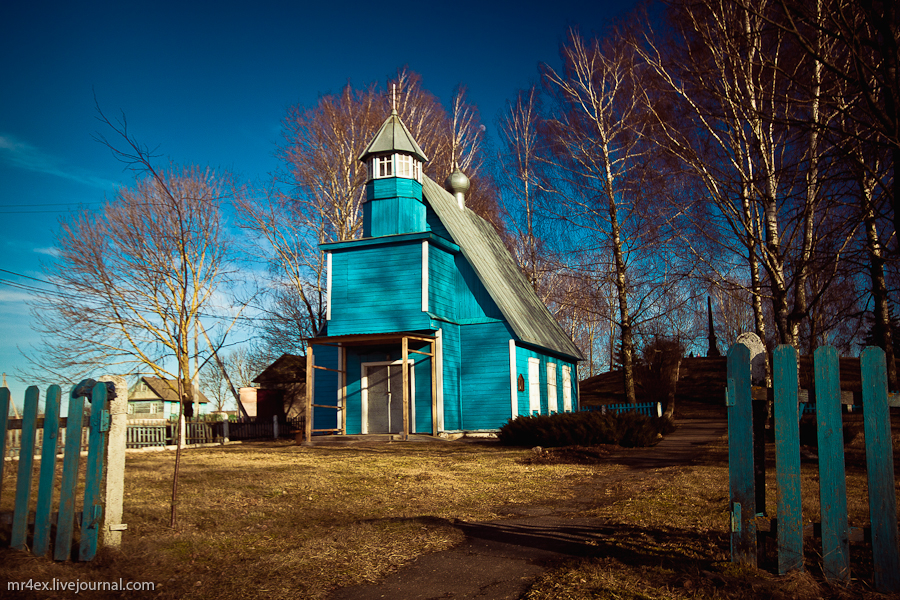
Cerkiew św. Jerzego Zwycięzcy w Oświei
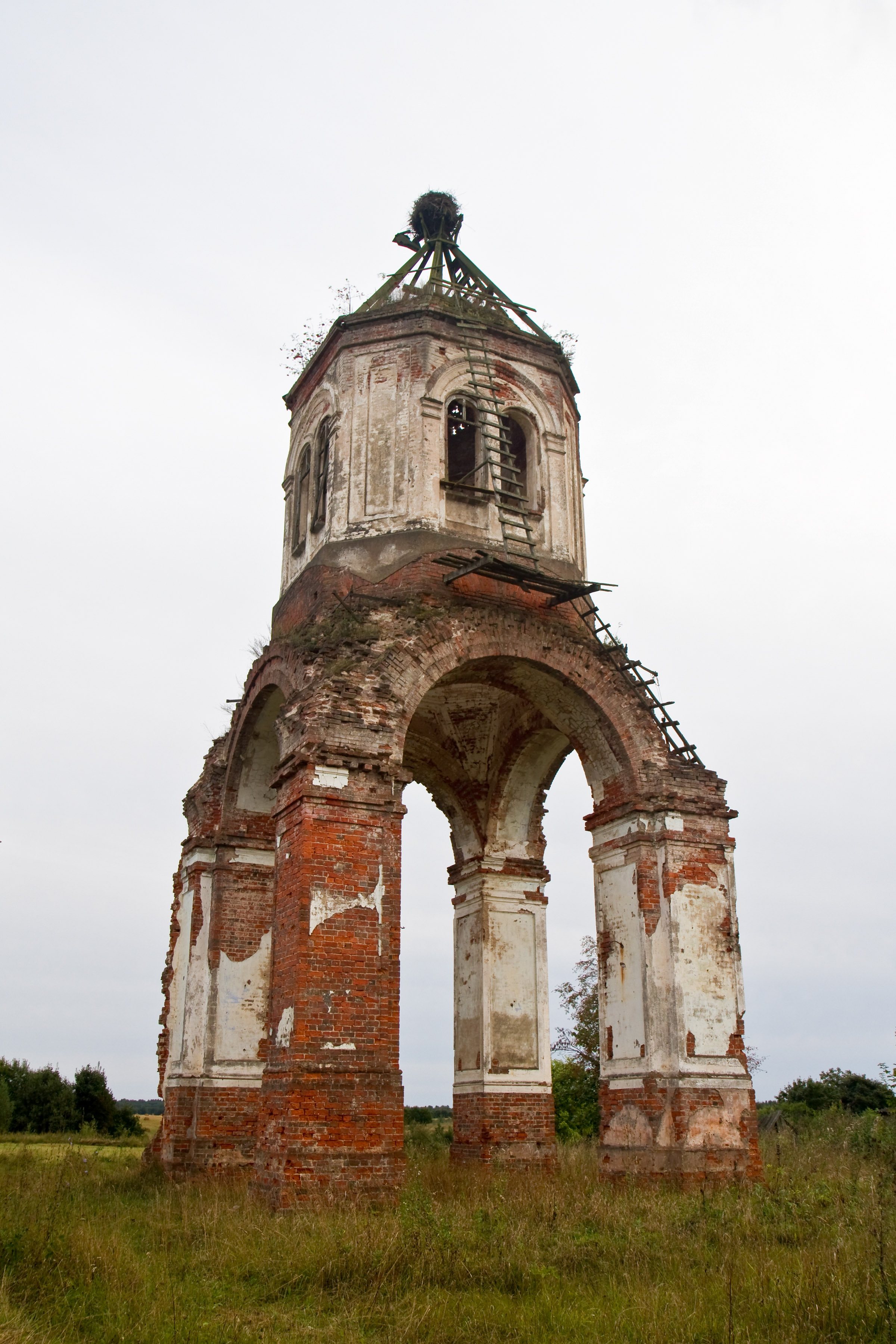
Cerkiew św. Eufrozyny Połockiej w Rosicy (ruiny)
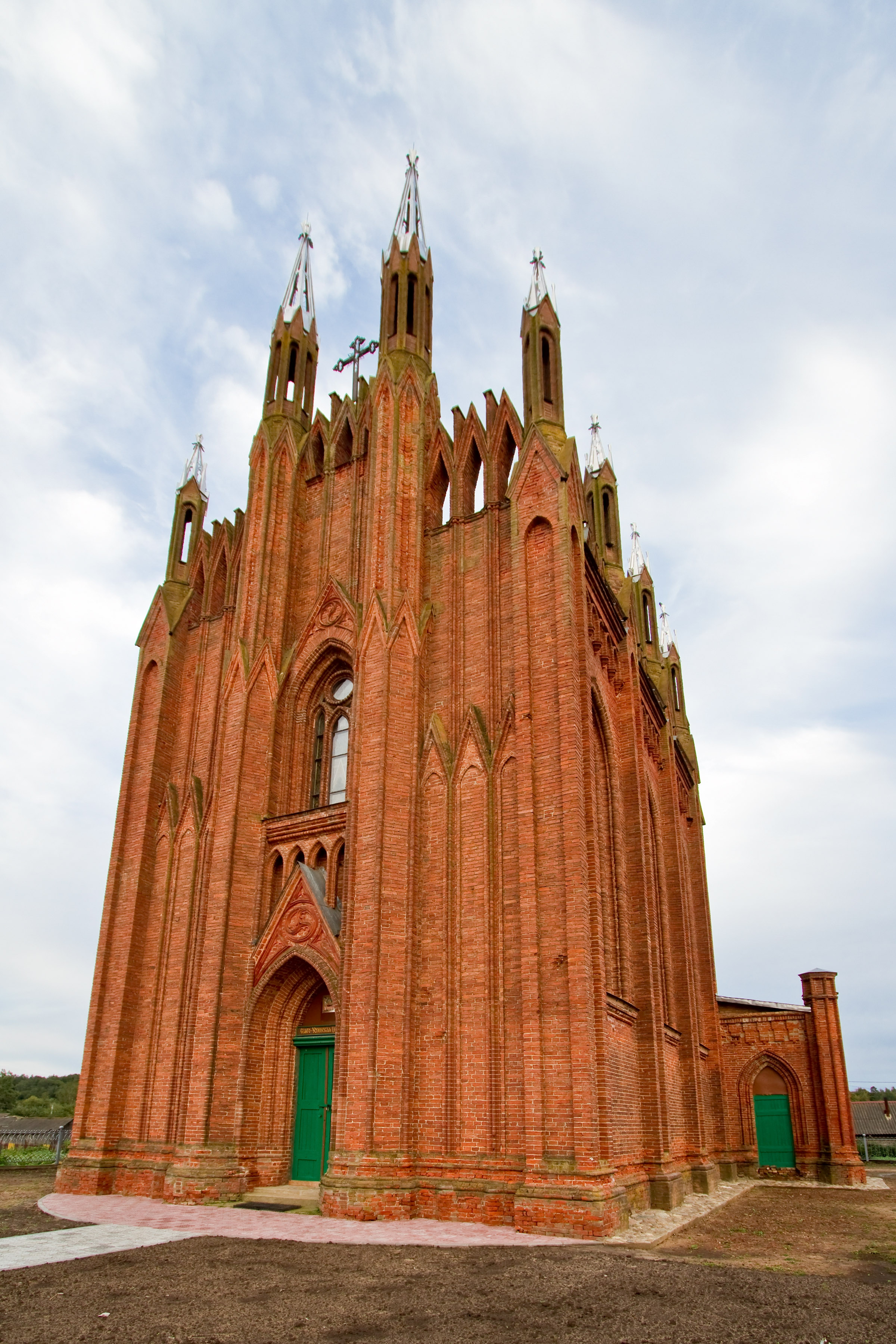
Cerkiew Zaśnięcia Najświętszej Maryi Panny w Sarii